# Mesosindris paulianalis
Mesosindris paulianalis är en fjärilsart som beskrevs av Pierre E.L. Viette 1960. Mesosindris paulianalis ingår i släktet Mesosindris och familjen mott. Inga underarter finns listade i Catalogue of Life.